# Mason Marchment
Mason Marchment (* 18. Juni 1995 in Uxbridge, Ontario) ist ein kanadischer Eishockeyspieler, der seit Juni 2025 bei den Seattle Kraken in der National Hockey League unter Vertrag steht. Zuvor war der linke Flügelstürmer in der NHL bereits für die Toronto Maple Leafs, Florida Panthers und Dallas Stars aktiv.

## Karriere

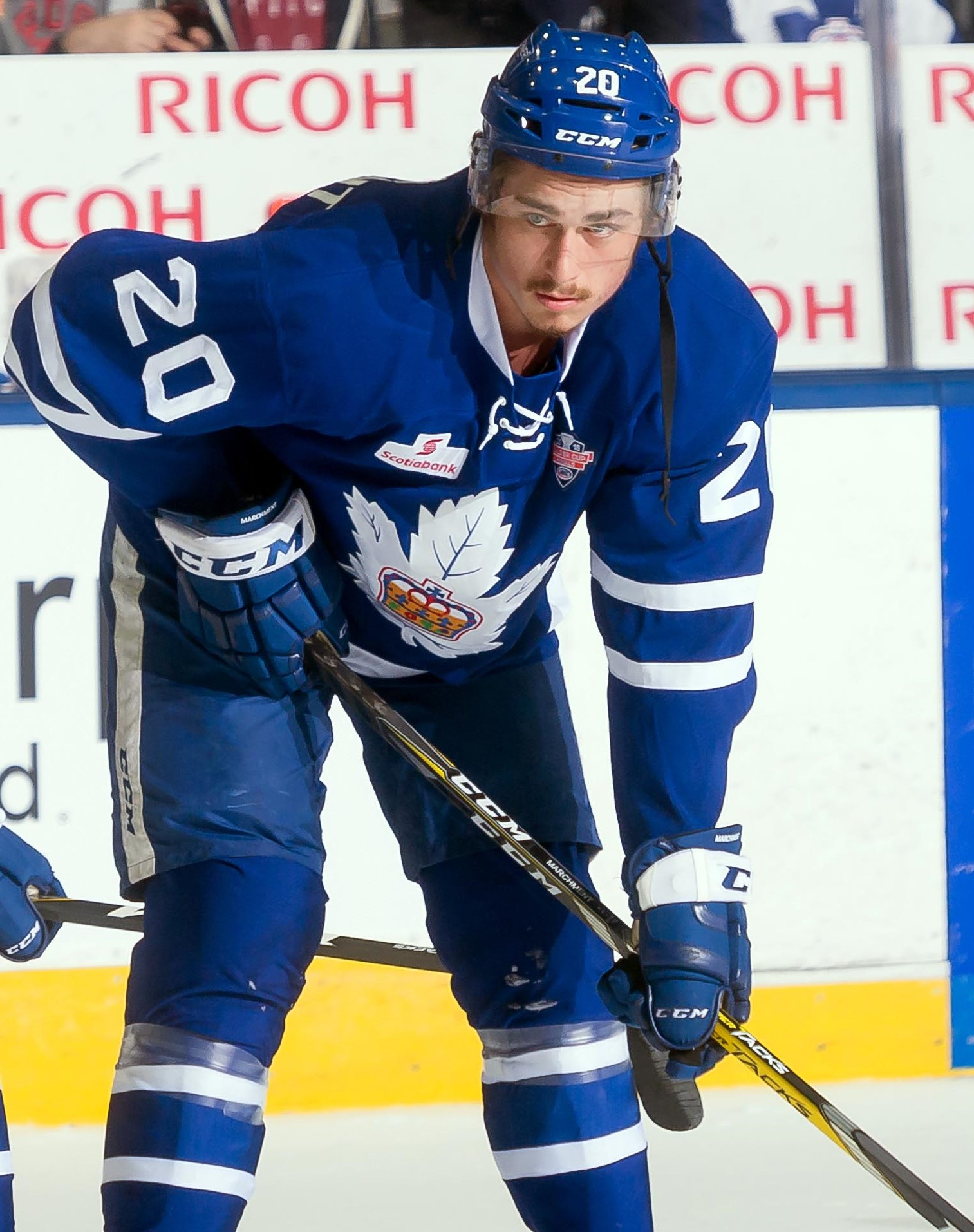
Marchment, 2018

Mason Marchment spielte in seiner Jugend unter anderem für die Central Ontario Wolves sowie die Cobourg Cougars. Zur Saison 2014/15 wechselte er zu den Erie Otters in die Ontario Hockey League (OHL). Zu diesem Zeitpunkt war er allerdings bereits 19 Jahre alt, sodass ihm erst zwei Jahre später als für spätere Profispieler üblich der Sprung in die ranghöchste Juniorenliga seiner Heimatprovinz Ontario gelang. Diese vergleichsweise späte Entwicklung hatte auch zur Folge, dass er in NHL Entry Drafts unberücksichtigt blieb. Nach einem Jahr in Erie wurde der Flügelstürmer im Oktober 2015 innerhalb der Liga an die Hamilton Bulldogs sowie nach einer halben Saison dort bereits im Januar 2016 an die Mississauga Steelheads abgegeben. Seine zweite und letzte OHL-Saison beendete er mit insgesamt mit 51 Scorerpunkten aus 61 Partien, bevor er im April 2016 bei den Toronto Marlies aus der American Hockey League (AHL) seinen ersten Vertrag im Profibereich unterzeichnete.
Die Saison 2016/17 verbrachte Marchment überwiegend beim Farmteam der Marlies, den Orlando Solar Bears aus der drittklassigen ECHL, bevor er sich zur Spielzeit 2017/18 im AHL-Aufgebot Torontos etablierte. Am Ende dieser gewann er mit dem Team die AHL-Playoffs um den Calder Cup, wobei er mit neun Punkten in 20 Partien wesentlichen Anteil hatte. Zuvor hatten ihn die Toronto Maple Leafs aus der National Hockey League (NHL), der Kooperationspartner der Marlies, bereits im März 2018 mit einem Einstiegsvertrag ausgestattet. Vorerst jedoch verbrachte der Kanadier ein weiteres Jahr in der AHL, ehe er schließlich im Januar 2020 im Alter von 24 Jahren zu seinem NHL-Debüt kam. Nach vier Partien dort schickten ihn die Maple Leafs jedoch im Februar 2020 zu den Florida Panthers und erhielten im Gegenzug Denis Malgin.
Nachdem Marchment gegen Ende der Saison 2019/20 beim Farmteam der Panthers in der AHL eingesetzt wurde, den Springfield Thunderbirds, etablierte er sich zur Spielzeit 2020/21 im NHL-Kader Floridas. Im Folgejahr 2021/22 steigerte er seine persönliche Statistik dann deutlich auf 47 Punkte aus 54 Partien, erhielt anschließend im Sommer 2022 jedoch keinen weiterführenden Vertrag bei den Panthers. Demzufolge schloss er sich im Juli 2022 als Free Agent den Dallas Stars an, die ihn mit einem Vierjahresvertrag ausstatteten, der ihm ein durchschnittliches Jahresgehalt von 4,5 Millionen US-Dollar einbringen soll. Vor Erfüllung dessen wurde er allerdings im Juni 2025 an die Seattle Kraken abgegeben, wofür die Stars ein Drittrunden-Wahlrecht im NHL Entry Draft 2026 sowie ein Viertrunden-Wahlrecht im NHL Entry Draft 2025 erhielten.

## Erfolge und Auszeichnungen
- 2018 Calder-Cup-Gewinn mit den Toronto Marlies

## Karrierestatistik
Stand: Ende der Saison 2024/25
(Legende zur Spielerstatistik: Sp oder GP = absolvierte Spiele; T oder G = erzielte Tore; V oder A = erzielte Assists; Pkt oder Pts = erzielte Scorerpunkte; SM oder PIM = erhaltene Strafminuten; +/− = Plus/Minus-Bilanz; PP = erzielte Überzahltore; SH = erzielte Unterzahltore; GW = erzielte Siegtore; 1 Play-downs/Relegation; Kursiv: Statistik nicht vollständig)

## Familie
Sein Vater Bryan Marchment lief als Verteidiger für neun Teams in der NHL auf und bestritt dabei über 1000 Spiele. Zudem gelangen seinem Cousin Jake Marchment und seiner Cousine Kennedy Marchment ebenfalls der Sprung ins professionelle Eishockey.